# Lúka pod Marmonom
Lúka pod Marmonom este o arie protejată (arie specială de conservare — SAC, sit de importanță comunitară — SCI) din Slovacia întinsă pe o suprafață de 9,39 ha, integral pe uscat.

## Localizare
Centrul sitului Lúka pod Marmonom este situat la coordonatele 49°19′16″N 20°43′44″E / 49.321203°N 20.728763°E.

## Înființare
Situl Lúka pod Marmonom a fost declarat sit de importanță comunitară în decembrie 2021.

## Biodiversitate
Situată în ecoregiunea alpină, aria protejată conține 1 habitat natural: Fânețe de joasă altitudine (Alopecurus pratensis, Sanguisorba officinalis).
La baza desemnării sitului se află un număr nedeclarat de specii protejate.